# Gilles Reithinger
Gilles Reithinger (Mulhouse, Alsácia, 25 de novembro de 1972) é um bispo católico francês, bispo auxiliar de Estrasburgo de 26 de junho de 2021 No 14 de fevereiro de 2024, data em que sua renúncia foi aceita. Foi superior geral das Missões Estrangeiras de Paris de 2016 a 2021.

## Biografia

### Juventude e formação
Gilles Reithinger nasceu em 25 de novembro de 1972 em Mulhouse (Alto Reno). Ele é o filho mais velho dos três filhos de Paulette e Jean-Marie Reithinger. Ele cresceu no distrito de Mulhouse, na paróquia de Saint Joseph, e frequentou o colégio François Villon e o colégio Lavoisier.
Depois de estudar biologia, durante a sua formação no Seminário Maior de Estrasburgo, discerniu a vocação para a vida missionária durante a sua estadia em Madagáscar, durante a sua cooperação, enquanto participava na criação de uma enfermaria e na organização da distribuição de refeições dentro do quadro da capelania penitenciária nacional.
Em 1997 obteve o título de mestre em teologia sobre Santo Irineu , antes de receber um DESU (Diploma de estudos universitários superiores em teologia prática e comunicação) e após seminários DEA na Universidade Marc Bloch de Estrasburgo.

### Ordenação e missão em Londres e Singapura
Ordenado diácono em 21 de junho de 1998, exerce o seu ministério diaconal na paróquia de Saint-François-Xavier, em Paris.
Foi ordenado sacerdote em 27 de junho de 1999 na Catedral de Notre-Dame em Estrasburgo. Ele recebeu sua designação para a Missão Mundial de Singapura e China.
Em Setembro de 1999, tornou-se vigário na Paróquia do Santo Redentor, em Chelsea .
Ele retornou ao seu posto na Ásia em4 de junho de 2000e passou mais de um ano em missão na Arquidiocese de Singapura, na paróquia da Sagrada Família.

### Nomeações e eleições
Gilles Reithinger foi chamado de volta a Paris em 2002, onde foi nomeado, em 2004, reitor da capela da rue du Bac, e responsável pela Salle des Martyrs.
A assembleia geral da Sociedade das Missões Estrangeiras de Paris solicita a criação do serviço pastoral e de animação cultural que lhe será confiado.
De 2004 a 2010, organizou um acolhimento catequético aos visitantes que frequentam a Sala dos Mártires, a capela, a cripta e as exposições apresentadas. É-lhe também pedido que crie uma nova versão da Revisão das Missões Estrangeiras , assegurando ao mesmo tempo a cobertura mediática das atividades do deputado europeu.
Na assembleia geral da Sociedade de Missões Estrangeiras de Paris em 2010, foi eleito vigário geral da Sociedade por um período de seis anos. É também gestor da Sociedade de Divulgação de Missões Estrangeiras de Paris.
De 2010 a 2013, foi superior da casa dos MEP em Paris e responsável pelas atividades culturais e pastorais. Participa em diversas sessões da UNESCO como parte da delegação da Santa Sé .
O 9 de abril de 2013, foi nomeado diretor do Centro França-Ásia, rue Royer-Collard , pelo conselho de administração desta escola de línguas, por um período de três anos a partir de1º de setembro de 2013.
O 1 de julho de 2013, foi também nomeado diretor do serviço de cooperação internacional das Missões Estrangeiras de Paris. Nesta qualidade, organiza o envio de 150 voluntários por ano para a Ásia e Madagáscar; apoia também a criação de um serviço de voluntariado para idosos.
O 9 de março de 2016, sucedeu de jure a Georges Colomb como superior geral interino das Missões Estrangeiras de Paris, após a nomeação deste último como bispo da diocese de La Rochelle e Saintes.
O 12 de julho de 2016, foi eleito superior geral da Sociedade das Missões Estrangeiras de Paris por um período renovável de seis anos.

### Bispo auxiliar da diocese de Estrasburgo

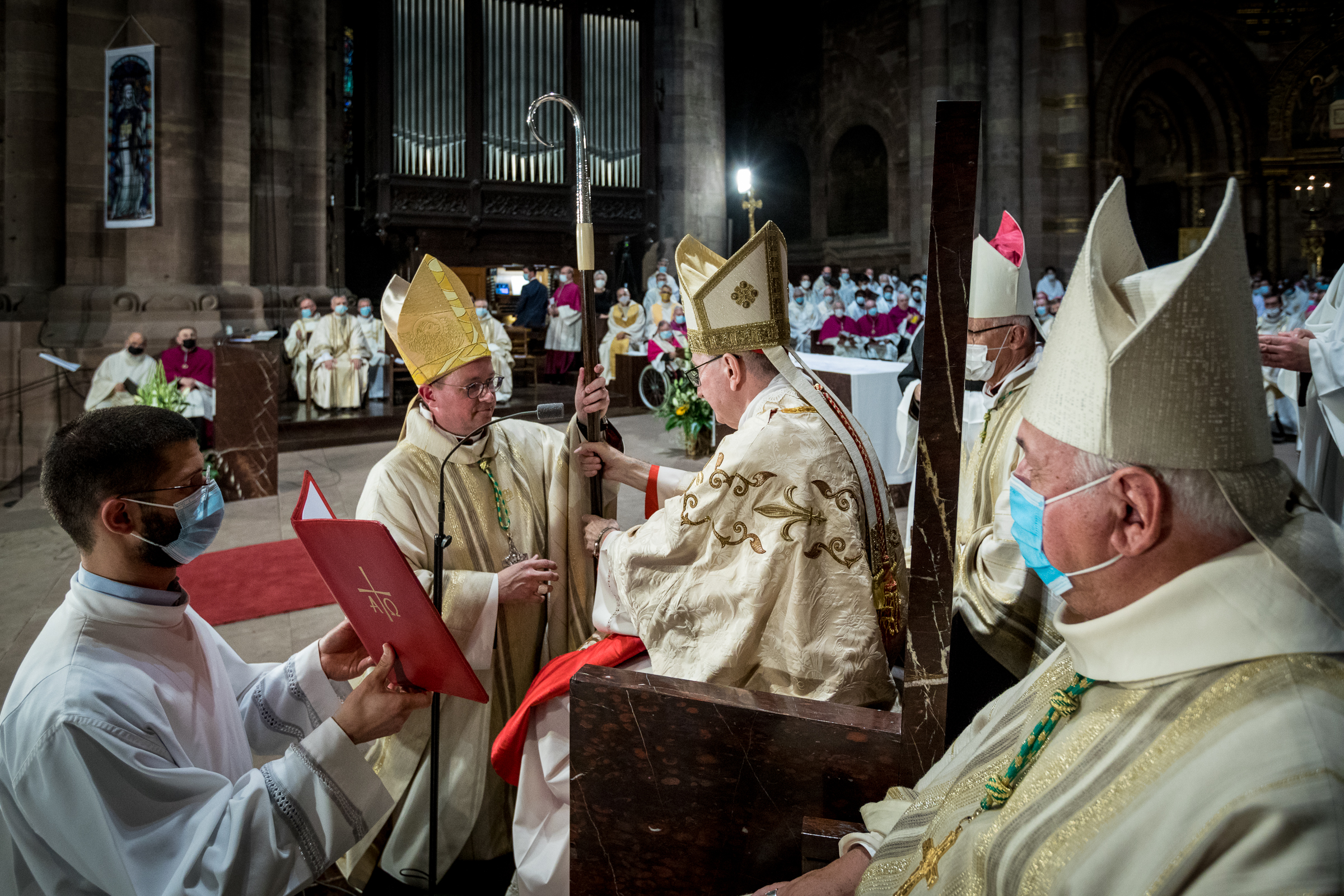
Consagração episcopal de Gilles Reithinger pelo Cardeal Pietro Parolin na Catedral de Notre-Dame em Estrasburgo em 4 de julho de 2021.

“Por decreto do Presidente da República de 24 de junho de 2021, é recebida a bula proferida em Roma, em 19 de abril de 2021, por Sua Santidade o Papa Francisco , que confere ao Padre Gilles Reithinger, Superior Geral das Missões Estrangeiras de Paris, o título de bispo titular de Saint-Papoul e nomeou-o bispo auxiliar do arcebispo de Estrasburgo  » · .
Foi ordenado bispo pelo cardeal Pietro Parolin, secretário de Estado da Santa Sé, coadjuvado por Luc Ravel, arcebispo de Estrasburgo e por Jean-Marc Noël Aveline, arcebispo de Marselha , na Catedral de Notre-Dame, em Estrasburgo, em 4 de julho de 2021.
Gilles Reithinger é, aos 48 anos no dia da sua nomeação, o bispo mais jovem da França.
O 5 de junho de 2023, foi nomeado delegado geral do administrador apostólico por Philippe Ballot. 
Por decisão do Presidente da República de 8 de fevereiro de 2024, é aceite a renúncia apresentada por Gilles Reithinger, bispo auxiliar de Estrasburgo, por “motivos de saúde” . Esta decisão é publicada no Diário Oficial no dia 14 de fevereiro seguinte ao dia · . 

### Lema episcopal
Spes contra spem  – Rm 4, 18: “  Esperança contra toda esperança” , que significa: “Esperando contra toda esperança, ele acreditou; assim ele se tornou pai de muitas nações, conforme esta palavra: Tais serão os descendentes que vocês terão! » .
Esta expressão é usada “para definir a atitude de quem cultiva uma fé inabalável num futuro melhor e encoraja a não perder a esperança, mesmo quando tudo parece perdido. »

### Brasão episcopal
A Cruz  : sinal heráldico da ordem episcopal.
O fundo vermelho e branco assume as cores da Alsácia.
A âncora: é um símbolo do cristianismo primitivo.
A cor azul da âncora é “Mep blue” projetada para a MEP Company.
O ramo de oliveira é um símbolo de paz na cultura ocidental.

## Envolvimento em casos de abuso sexual
Em 9 de abril de 2023, foi entrevistado por investigadores da polícia, como simples testemunha, num caso de violação que visava um dos seus antigos colaboradores nas Missões Estrangeiras de Paris, que foi colocado sob custódia policial e libertado sem processo judicial nesta fase, o Padre Aymeric de Salvert.  É objeto de uma investigação canônica prévia.
Numa investigação da unidade de investigação da Radio France publicada em 15 de setembro de 2023, um missionário, padre Camille Rio, declara que informou Gilles Reithinger sobre atos de abuso sexual de menores, que ficaram sem resposta. Gilles Reithniger também foi implicado por um missionário MEP, Philippe Rittershaus, ele próprio acusado de abuso sexual de um homem autista. Na sua confissão gravada à sua vítima, Philippe R. nomeou Gilles Reithinger como seu iniciador "no campo do sexo e da vida dupla".

## Espiritualidade

### Uma espiritualidade cristocêntrica da escola francesa
Moldado pela leitura da Bíblia e pela meditação em grupo, vive de uma espiritualidade centrada em Cristo herdada da tradição da Escola Francesa de Espiritualidade . No início do seu ministério de sacerdote missionário, ao apresentar a sua vida quotidiana em Singapura, afirma: “Cada vez percebi que era Cristo quem marcava um encontro comigo; e hoje, em Singapura, sei que Cristo tem algo específico para me dizer, foi aqui que Ele quis fazê-lo e não em outro lugar”.

### Uma espiritualidade missionária
É a sua experiência em Madagáscar que moldará a sua dinâmica missionária ao ser formado por François Vollaro e Antoine Scopelliti, bispos de Ambatondrazaka . Santo Irineu , sobretudo pela compreensão da noção de recapitulação , marcará o seu percurso.